# سر هیدرا
سر هیدرا (به اسپانیایی: La cabeza de la hidra) رمانی از کارلوس فوئنتس نویسنده مکزیکی که در سال ۱۹۷۸ منتشر شدهاست.

## در مورد کتاب
نام رمان برگرفته از هیدرا هیولایی چند سر است که هرکول قهرمان اسطوره‌ای هر سر که از او می‌برید چندین سر دیگر به جای ان می‌رویید. هیدرا نماد تکثیر بی پایان است جریان پیوسته دو تا شدن است که در سراسر داستان به گونه نمادین در قالب جاسوسی و خرابکاری ظاهر می‌شود. همه شخصیت‌های این رمان هویتی دوگانه و حتی سه‌گانه دارند. افزون بر ان تکرار دقیق صحنه‌ها و گفتگوها و حتی تکرار ساختار نیز در میان است به گونه‌ای که خواننده در این رمان با دو برآمد محتمل روبه رو می‌شود :یکی در تخیل راوی که چون نتوانسته‌است عطوفت فلیکس مالدونادو را به سوی خود جلب کند او را برای خود بازآفریده است و دیگر آنچه به راستی بر قهرمان اصلی می‌گذرد. در زندگی شخصیت اصلی داستان که آدمی نگران و خیال پرور است اشتیاق به دیگر بودن - اشتیاق به هویتی خلاق و خارق‌العاده برای جبران هستی فرساینده و بی‌رنگ و بویش یعنی اسیر کنندگانش او را وامی‌دارند که هویت خود را عوض کند و حتی تن به جراحی صورت بدهد. در سرتاسر رمان ان جفت‌های مثبت و متعادل شخصیت اصلی - افرادی چون سارا کلاین معشوق او و شخصیت پدر ناخدا هردینگ که تجسم ارمان‌های سیاسی و اجتماعی هستند و فلیکس در پی تحقق ان ارمان هاست - نابود می‌شوند و بدین سان خبر از سرگذشت فلیکس می‌دهند که سرانجام تن به خواست اسیر کنندگانش می‌دهد و دیوانه می‌شود. این رمان بیانگر بسیاری از دوگانگی‌های قهرمان اصلی است. فلیکس دو معشوق به نام سارا کلاین و مری بنجامین دارد. اولی نماد زنی آرمانی و دست نیافتنی است که فلیکس او را گرامی می‌دارد و دیگری زنی خونگرم و بی پروا که فلیکس از او سوء استفاده می‌کند. فلیکس همچنین دو شخصیت مادر دارد یکی مادر خودش که مرد از رفتن به مراسم تدفینش سر باز می‌زند زیرا از او کینه به دل دارد که مرده و او را ترک گفته‌است و دیگری همسرش روث که او را مادرخوانده خود می‌پندارد همچنین است دو شخصیت پدر یکی مکزیکی و دیگری اهل آمریکای شمالی دو رئیس‌جمهور که یکی ناشناس است و دیگری شخصیتی از دوران گذشته‌است که تصویر متعادل او همچون فردی آرمانی بر زندگی فلیکس سایه افکنده‌است. سطحی دیگر از دو چهرگی نیز در رمان چهره می‌نمایاند و ان وجود فلیکس همچون نماد مکزیک است. یکی از مثبت‌ترین و آرمانی‌ترین شخصیت‌های آفریده فوینتس فلیکس است که همچون نماد حیثیت وحدت و استقلال مکزیک تصویر می‌شود.

## برگردان به فارسی
این کتاب توسط کاوه میرعباسی از زبان اسپانیایی به فارسی ترجمه شده ضمن آن که ترجمه انگلیسی اثر به قلم مارگرس سایرس پیدن مطمح نظر مترجم بوده‌است. این کتاب را نشر آگه در سال ۱۳۸۱ منتشر کرده‌است.